# Victoria Brown
Pour les articles homonymes, voir Brown.
Victoria Brown, née le 27 juillet 1985 à Melbourne, est une joueuse australienne de water-polo.

## Palmarès
- Jeux olympiques d'été de 2012 à Londres
  -  médaille de bronze au tournoi olympique